# ウォーリー・エイモス
ウォーリー・エイモス（Wally Amos, 1936年7月1日 - 2024年8月14日）は、アメリカの実業家。ハリウッドで友達のためにクッキーを焼いてプレゼントしていたところ大変好評であったため、1975年3月10日クッキー会社Famous Amos社を設立。世界で初めてのチョコレートチップクッキー店をハリウッドのサンセット通りに開き、Famous Amos の名で一世風靡し、1983年には、ロナルド・レーガン大統領より「優秀起業家・大統領賞」を受賞したのをはじめ、数々の表彰を経てその名声は不動のものとなった。
その後、全米に広まり、日本、マレーシア、シンガポールなどのアジア圏にも展開。
日本においては、1983年から1986年に、銀座のソニープラザ店をはじめ、大阪、新潟、鹿児島など、全国に店舗展開した。ストア内にオーブンを設置して出来たてのクッキーを販売するなどの話題を呼び、クッキー缶のコレクターが現れるほどの人気ぶりだった。

## 人物・来歴

### 生い立ち
フロリダ州タラハシーで生まれたウォーリーは、12歳の時に、両親の離婚により、ニューヨークにいたデラおばさんに引き取られた。そこで、デラおばさんに、はじめてチョコレートチップクッキーを作ってもらった。幼少時代は、生活が安定せず、問題だらけであったが、生来備わった精神と賜物で、楽天的に世界を見ることが出来た。質素な家からは、幼少時代に必要なたくさんのクオリティーを得たという。 17歳から 21歳までは海軍での任務期間であったが、うち2年半をハワイで過ごした。その後、ニューヨークは、サックス5thアベニュ・デパートの貯蔵庫で4年間安い賃金で働いたが、自分にはもっと価値があるはずと、次のステップに進んだ。

### エンターテイメント業
有名な、ウィリアム・モーリス・タレント・エイジェンシーで働き出したが、最初は郵便室での雑用からであった。
しかしながら努力の末、彼は、最初の、アフリカン・アメリカン(黒人)のエイジェントとなった。マーヴィン・ゲイ、スプリームス、サイモン&ガーファンクルのエイジェントとして、活躍する。
約７年後に独立して、ハリウッドに移り、個人マネージャーを７年程努めるものの、アップダウンの大きいエンターテイメント・ビジネスには疲れを感じ出していた。この頃、デラおばさんを思いながら、週末を趣味で過ごすことを覚え、チョコレートチップクッキーを自ら焼き始めたという。

### 1975年のフェイマス・エイモス社設立
フードパーソナリティーズとしてはポール・ニューマンやニゲラ・ローソンが知られるが、彼がこの分野の先駆者であった。「エンターテイメント・パーソナリティーとしてクッキーを売ることが出来る」として、グルメ・チョコレートチップクッキーを作り出したのである。マーヴィン・ゲイ等により、25,000ドルの投資金を受け、クッキー店をオープン。この起業家が、クッキーだけでなく、あふれるばかりの性格においても、国民的名誉となっていった。日本においては、1983年から1986年に、銀座のソニープラザ店をはじめ、大阪、新潟、鹿児島など、全国に店舗展開し、フェイマス・エイモス・クッキーは爆発的人気となった。ストア内にオーブンを設置して、出来たてを販売したのも、人々の話題を呼んだ。
1980年には、スミソニアン博物館の中に、食品会社としては初めて、フェイマス・エイモスが取り上げられ、スミソニアン・ビジネス・アメリカーナ・コレクションの中に、彼のシャツ(フェイマス・エイモスの最初のパッケージ写真になった時のシャツ)とオリジナルのパナマハット、最初に使用されたクッキーパッケージ等が、展示されることになり、現在もそこにある。

### 1985年以降の新しい事業
しかし、1985年から1989年の間に、Famous Amos社のオーナーシップが何人にも引き渡され、ウォーリー・エイモス自ら経営から身を引く決断をする。（そのため、現在のフェイマス・エイモスはケロッグ社によって所有され、販売されているが、当時のウォーリー・エイモスのオリジナルレシピではなくなっている。）1994年 Uncle Wally’s Muffin Co.（アンクル・ウォーリーズ・マフィン）社設立後、2005年8月31日に独自の新ブランドChip and Cookie社をカイルア (ハワイ州オアフ島)にて起こし、再度自らのブランドでチョコレートチップクッキーの販売を始めることになった。2008年9月21日には、2号店をワイキキにて開店する。しかし、現在のChip and Cookie社は、ホールセール展開に徹する為、カイルア店、ワイキキ店ともに閉店している。（閉店日2010年8月14日）

### 死去
2024年8月14日、認知症との闘病の末に自宅で死去。88歳没。

## 社会的活動

### 教育的な活動
彼は、有名になった名前を大切な主義や運動への関心を呼ぶために使い出した。特に、教育的な運動にそれを使い、1979年から2002年には、リテラシー・ボランティア・オブ・アメリカに加入し、協力して、ファミリー・リテラシーのためのナショナルセンターの役員を務めた。(＊ リテラシーとは、読み書き能力を向上させることであり、文盲撲滅の働き、現在では、読み聞かせ、の働きのことである)

### 読み聞かせ財団
2005年、 Read it LOUD! Foundation(読み聞かせ財団)を独自で立ち上げる。この働きは、「幼児期の早期段階における発達」を目指すものであるが、それは読み書きの修得が、幼児のすべての面における発達を促すものだからである。目的は、両親が、子供の誕生から６歳までの間、毎日最低10分間の本の読み聞かせをすることによってもたらされる、価値や重要性、ベネフィットを知らしめることにある。クッキーストア内での読みきかせアワーを設けたり、各地に招かれては、幼稚園や学校、また書店でのインストア・イベント等をしている。両親への講演も多い。また、各種メディアからの取材や出演も多数ある。

### メディアの取材・セミナーなど
ウォーリーのもうひとつの顔は、インスピレーショナル・スピーカーである。幼児期からの様々な経験や、ビジネス経験、波瀾万丈な人生を通して、人々を励ます使命を持っていると自覚し、10冊の本を出版、多くの企業や学校、コミュニティーから依頼を受けて、セミナー講師をする他、多くのTVやラジオ、新聞、雑誌等を通して全米各地で活躍している。その主テーマは、「Be Positive Regardless.」「 何が何でも、とにかく肯定的に」ということである。

## ウォーリー・エイモスについて

### モットー
“Be Positive Regardless.”
“何が何でも、とにかく肯定的に”

### 理念
“Work Hard, Be Positive, Don’t Look Back “
“一生懸命働き、肯定的で、過去を振り返らない”

## 受賞歴
- 1983年 優秀起業家・大統領賞(ロナルド・レーガン大統領より)
- 1987年 優秀起業家賞(バブソン大学・アカデミーより)
- 1988年 国民リテラシー名誉賞(ジョージ・H・W・ブッシュ大統領より)

## 主な著書
- The Path to Success is Paved with Positive Thinking ISBN 159842257X
- Be Positive (Little Bit Of...) ISBN 1598422456
- Live an Inspiring Life ISBN 1598421670
- The Power of Self-esteem ISBN 1598421700
- The Power in You  ISBN 1556110936
- Man With No Name  ISBN 0944031579
- Watermelon Magic  ISBN 1416598537

## 主な講演先
- ディズニー・ワールド
- リッツカールトン・ホテル・コーポレーション
- ユナイテッド・エアライン
- IBM
- MGM
- ウェルズ・ファーゴ・バンク
- ユニオン・パシフィック鉄道
- ロイヤル・カリビアン・インターナショナル
- デニーズ
- コカコーラ
- ホールマーク・カード・インコーポレーション
- ユナイテッドウェイ・オブ・アメリカ
- JDエドワーズ
- ダイボールド
- ハッシュ・パッピーズ
- ベル・アトランティック
- NYNEXコーポレーション
- U.S.ウェスト
- ソーシャル・セキュリティ・アドミニストレーション
- ヴァライゾン
- ウィールプール
- パレード・マガジン
- フィジシャンズ・ミュチュアル・インシュランス・カンパニー
- ティンダル・インシュランス・オーストラリア
- ユニティ・ワールド・ヘッドクオーターズ
- ナショナル・アソシエーション・オブ・ブロードキャスターズ
- ステイター・ブラザーズ
- ユニバーシエィ・フロリダ
- サザン・カリフォルニア・ガス・アソシエーション
- ニュージャージー・アソシエーション・オブ・リアルターズ
- フィデリティ・ミューチュアル・ライフ・インシュランス・カンパニー
- マイダス
- バプティスト・ヘルス・システム
- ブルー・クロス・ブルー・シールド
- レストラン・アソシエーション・オブ・ワシントン
- ナショナル・スピーカーズ・アソシエーション